# Lions Rump
Lions Rump (littéralement en anglais « croupe des lions ») est un promontoire qui marque le cap ouest de l'entrée de la baie du Roi-George sur la côte sud de l'île du Roi-George appartenant à l'archipel des îles Shetland du Sud.
Le nom de cette colline rocheuse fait référence à l'anse Lions juste à côté. Le cap a été cartographié et nommé de manière descriptive en 1937 par des scientifiques de la British Discovery Investigations. Géologiquement, la zone de Lions Rump est principalement composée de strates de tuf, de tuffite, de lahars dotés de bois et de lave à andésite basaltique, déposées à l’intérieur d’une paléovallée tectonique.
La zone est représentative des habitats terrestres, limnologiques et littoraux de l'Antarctique maritime. On y trouve une flore riche en lichens ainsi que deux plantes à fleurs indigènes (Sagine antarctique et canche antarctique). Douze espèces d'oiseaux dont des colonies de manchots d'Adélie (3 473 nids recensés en 2018-2019), de manchots papous (3 789 nids recensés en 2018-2019) et de manchots à jugulaire nichent dans la zone. Il y a un grand nombre d'éléphants de mer et d'otaries à fourrure sur les plages. La zone n'a guère été perturbée par des activités humaines si ce n'est pour des études occasionnelles de surveillance de populations d'oiseaux et de mammifères ainsi que pour des études géologiques et géomorphologiques.
Le site est protégé par le système du Traité sur l'Antarctique en tant que zone spécialement protégée de l'Antarctique no 151,.